# Birger Sjöberg
Birger Sjöberg, né le 6 décembre 1885 à Vänersborg et mort le 30 avril 1929 à Växjö, est un poète suédois.

## Biographie
D’abord journaliste, Birger Sjöberg se fit connaître par un recueil de chansons intitulé Fridas bok qui parut en 1922 et connut un grand succès.
Une grande partie de ses poèmes ont paru posthumes.

## Œuvres
- Fridas bok, poésie, 1922
- Kvartetten som sprängdes, roman en deux parties, 1924
- Kriser och kransar, poésie, 1926
- Fridas andra bok, poésie, 1929
- Minnen från jorden, poésie, 1940
- Syntaxupproret, poésie, 1955
- Fridas tredje bok, poésie, 1956
- Samlade dikter, recueil de poésie, 1973
- Samlade visor, recueil de chansons, 1981